# Англійський цвинтар у Малазі
Англійський цвинтар у Малазі, також відомий як цвинтар Святого Георгія та Англіканський цвинтар (ісп. Cementerio Inglés de Málaga, Cementerio de San Jorge, Cementerio Inglés) — найстаріший некатолицький християнський цвинтар у континентальній Іспанії в місті Малага.

## Розташування
Цвинтар розташований у средмісті Малаги, в районі Каньяда-де-лос-Інглес на вулиці Авеніда-де-Пре №1.

## Історія
Англійський цвинтар з'явився в Малазі у 1831 році завдяки зусиллям британського консула Вільяма Марка. 

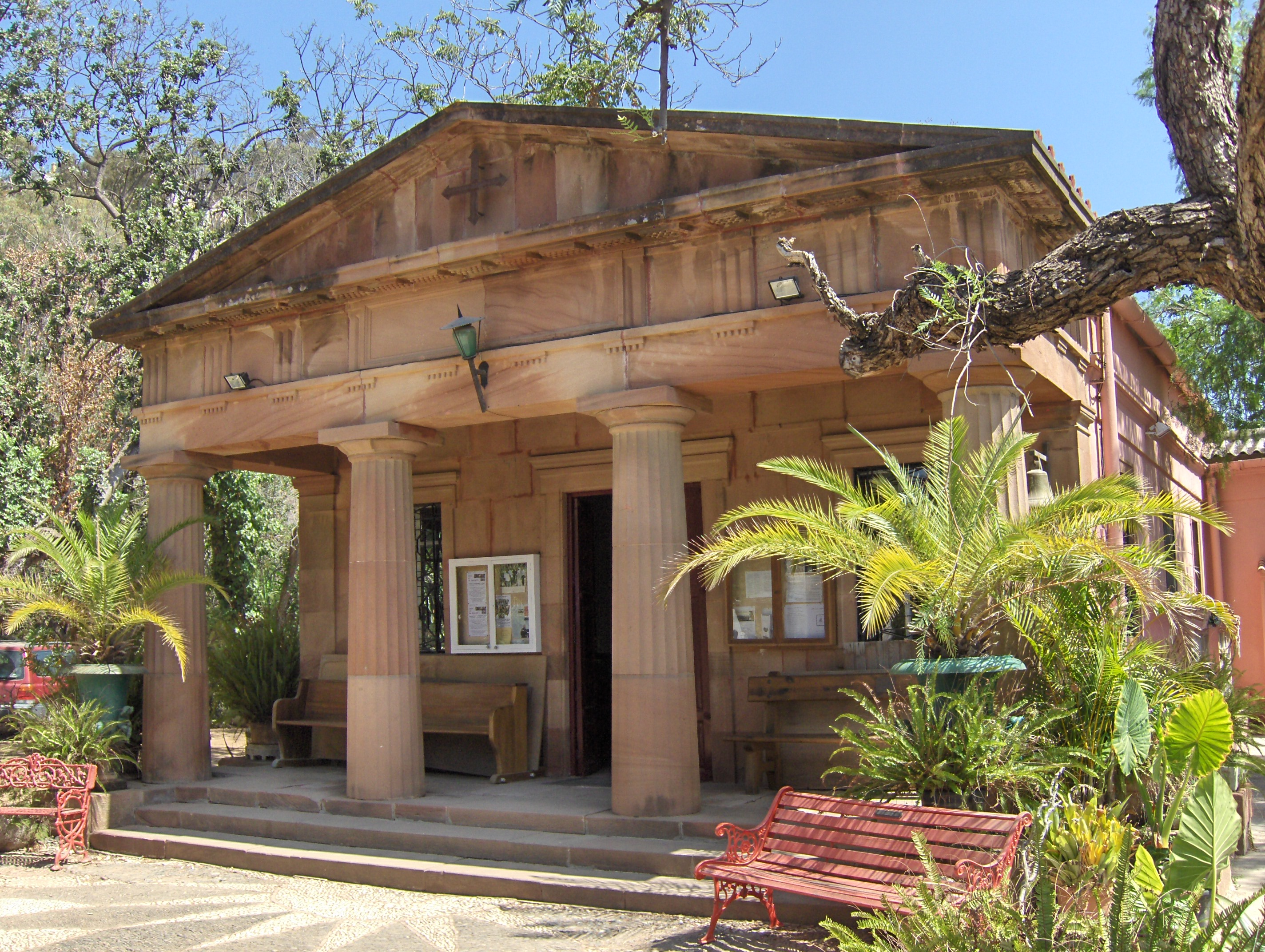
Церква Святого Георгія

До цього протестантів, як й інших іновірців, в Малазі ховали на морському березі під покровом ночі. Дозвіл на облаштування англіканського цвинтаря за міською стіною, біля дороги з Малаги в Велес, було дано указом короля Фердинанда VII від 11 квітня 1830 року. 
Після створення територія англійського цвинтаря постійно розширювалася. У 1840 році тут була побудована англіканська каплиця в класичному стилі з невеликою каплицею та будинком доглядача. Будівля англіканської церкви було перебудовано та розширено в кінці 19-го століття та отримала назву церква Святого Георгія. 
Вхідна цвинтарна брама у готичному стилі була збудована у середини 19-го століття іспанським майстром Дієго Клаверо і Зафра. У 2005 році вхідну браму, приміщення у якій довгий час слугували будинком для цвинтарного садівника, були відреставровані. Нині там відкрито невеликий візит-центр та сувенірна крамниця.
Цвинтар займає територію в 8 тис.м², на ньому знаходиться більше тисячі могил. Він також є і ботанічним садом, в якому можна зустріти рідкісні та незвичайні види рослин і дерев. Оскільки тут поховано кілька видатних постатей, цвинтар став одним з історичних місць Малаги.
У 2010 році цвинтар передано у власність спеціального фонду, яким керує колишній консул Великої Британії в Малазі.

## Відомі поховання на Англійському цвинтарі
- Джеральд Бренан[en] (1894-1987) — англійський письменник.
- Ренате Браузеветтер[en] — німецька акторка.
- Хорхе Гільєн (1893-1984) — іспанський поет.
- Марджорі Ґрайс-Гатчінсон (1909-2003) — англійська економістка, історик економічної думки.
- Ґамель Вулсі[en] (1895-1968) — американський письменник.

## Галерея

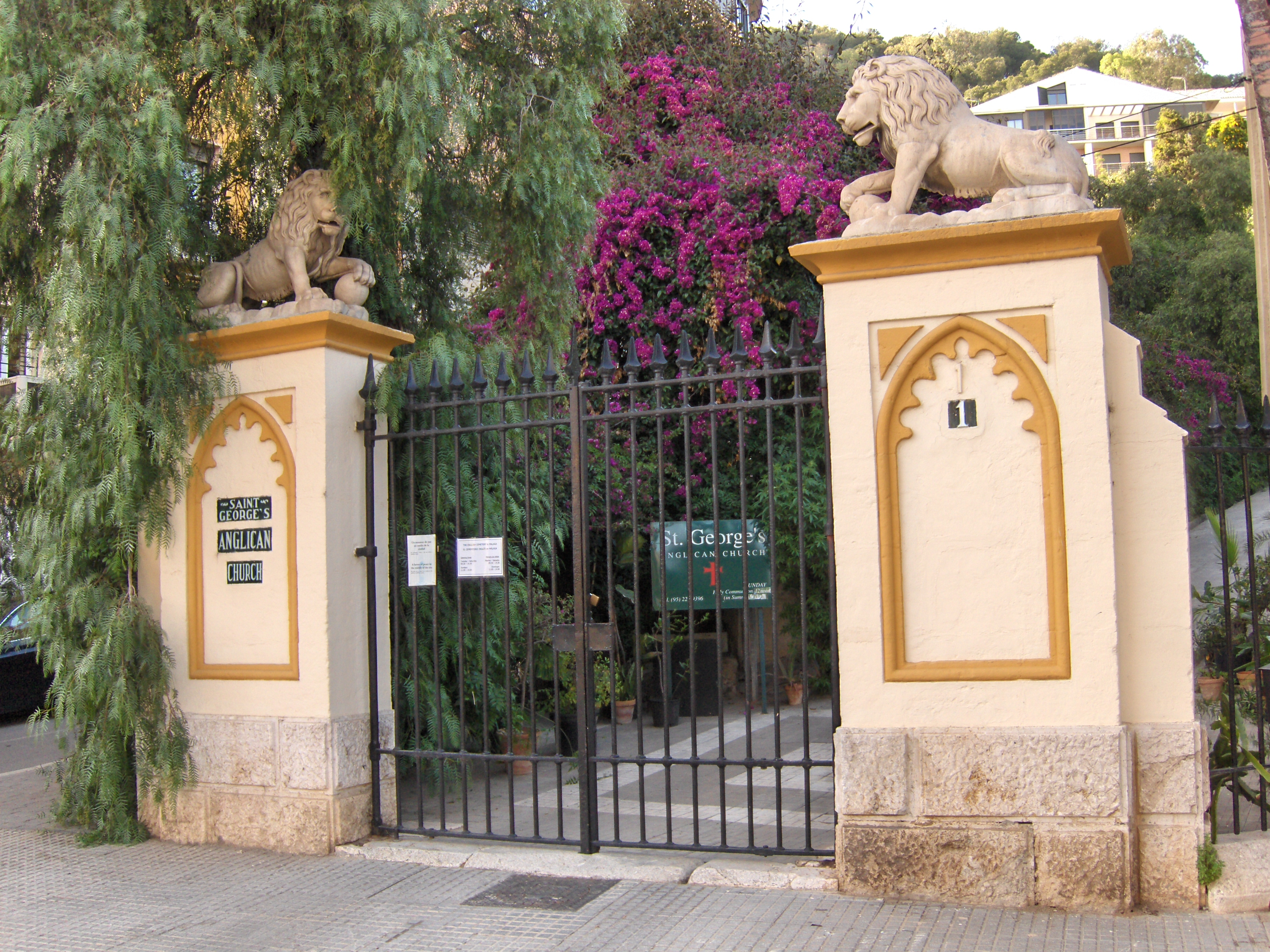
Вхід на цвинтар
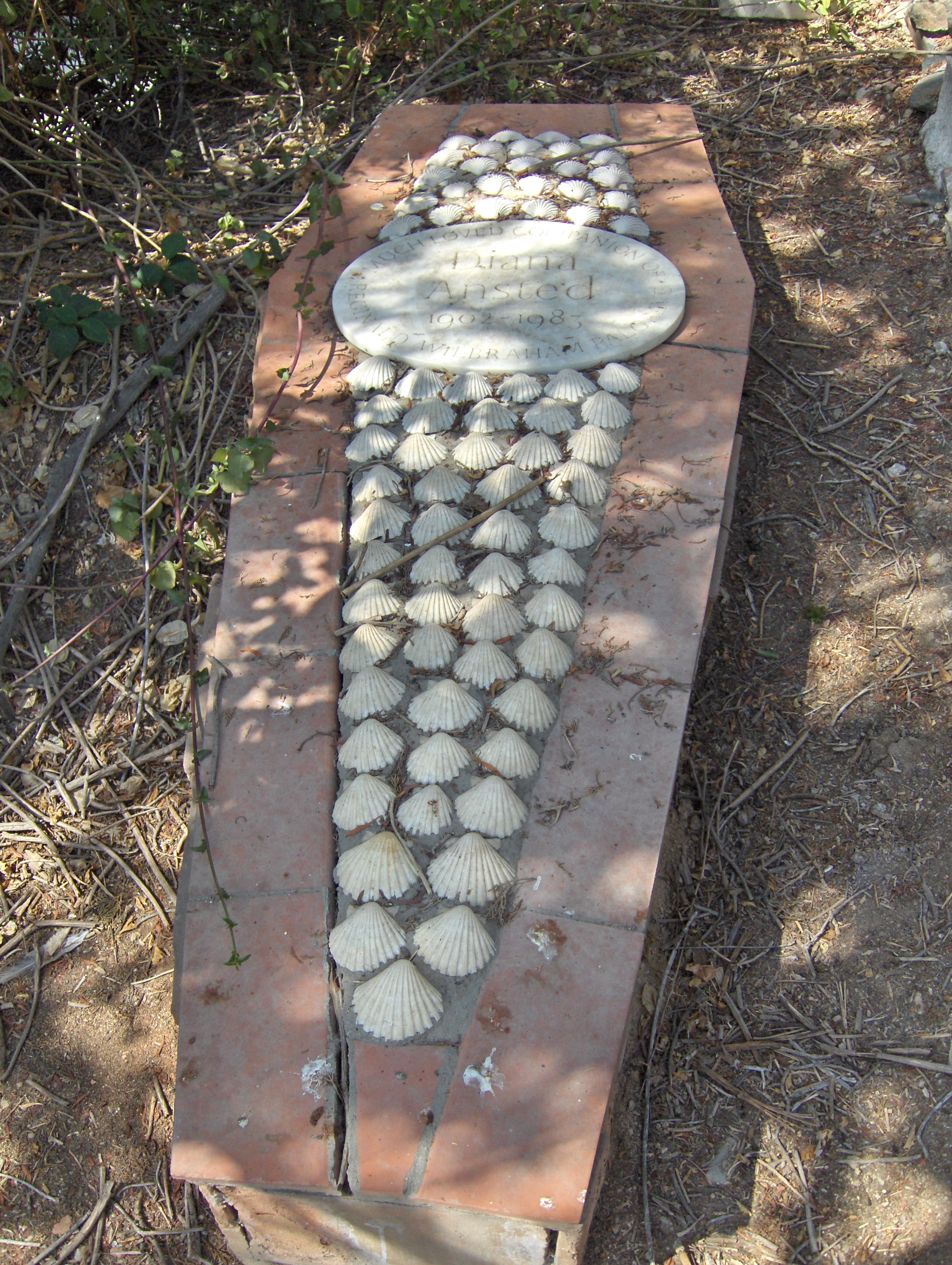
Гробівець
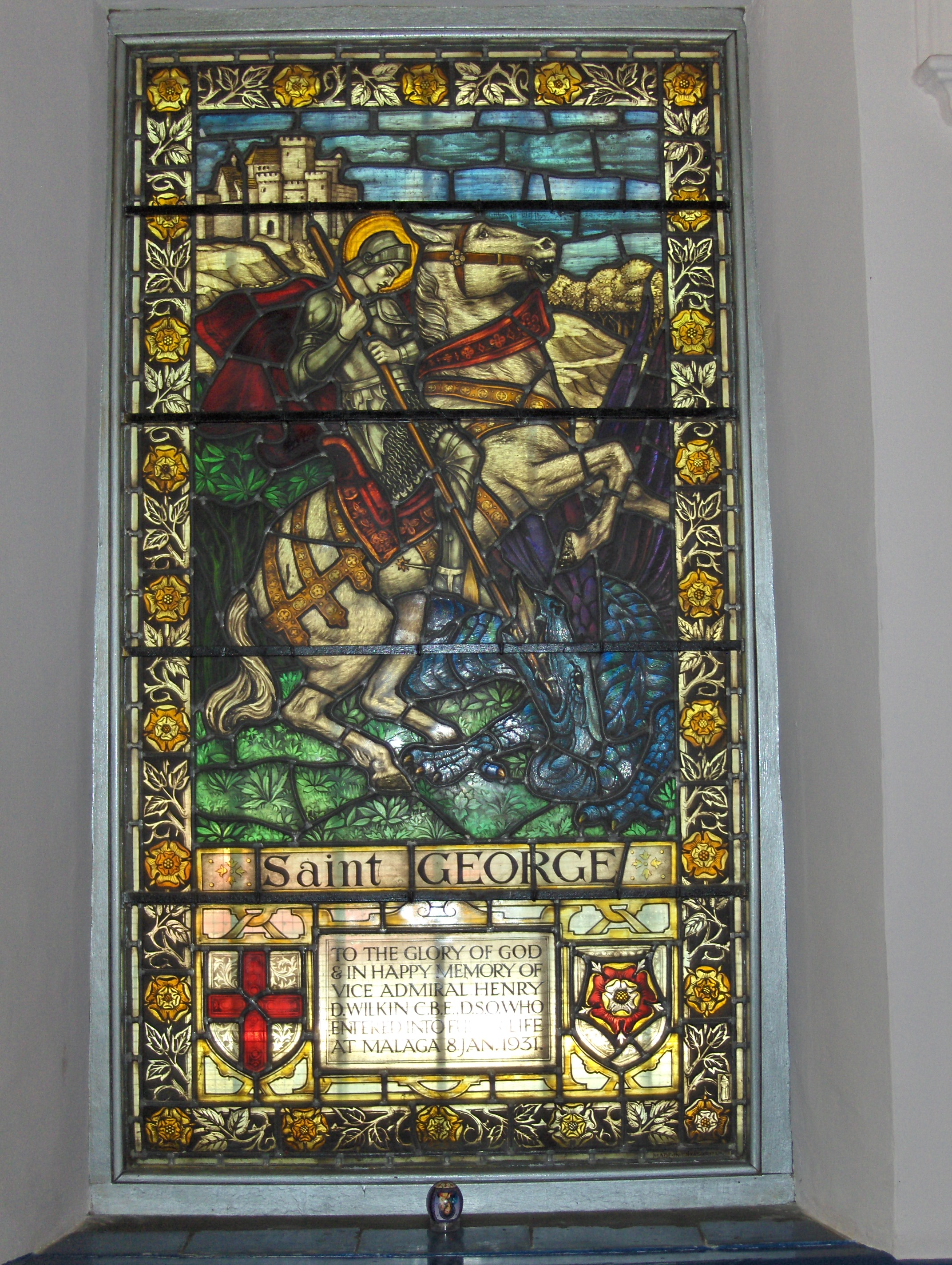
Вітраж церкви Святого Георгія
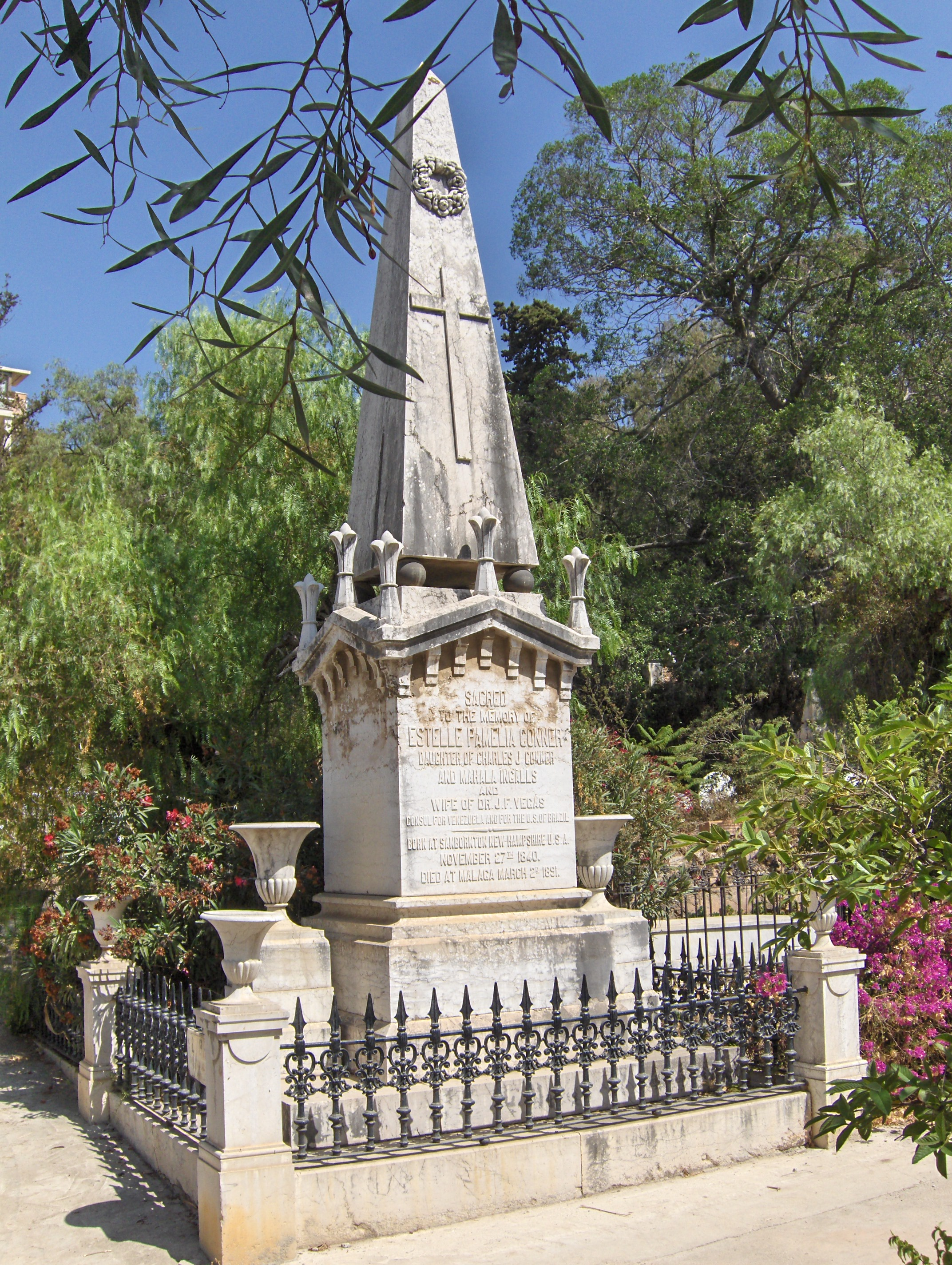
Могила 1891 року.
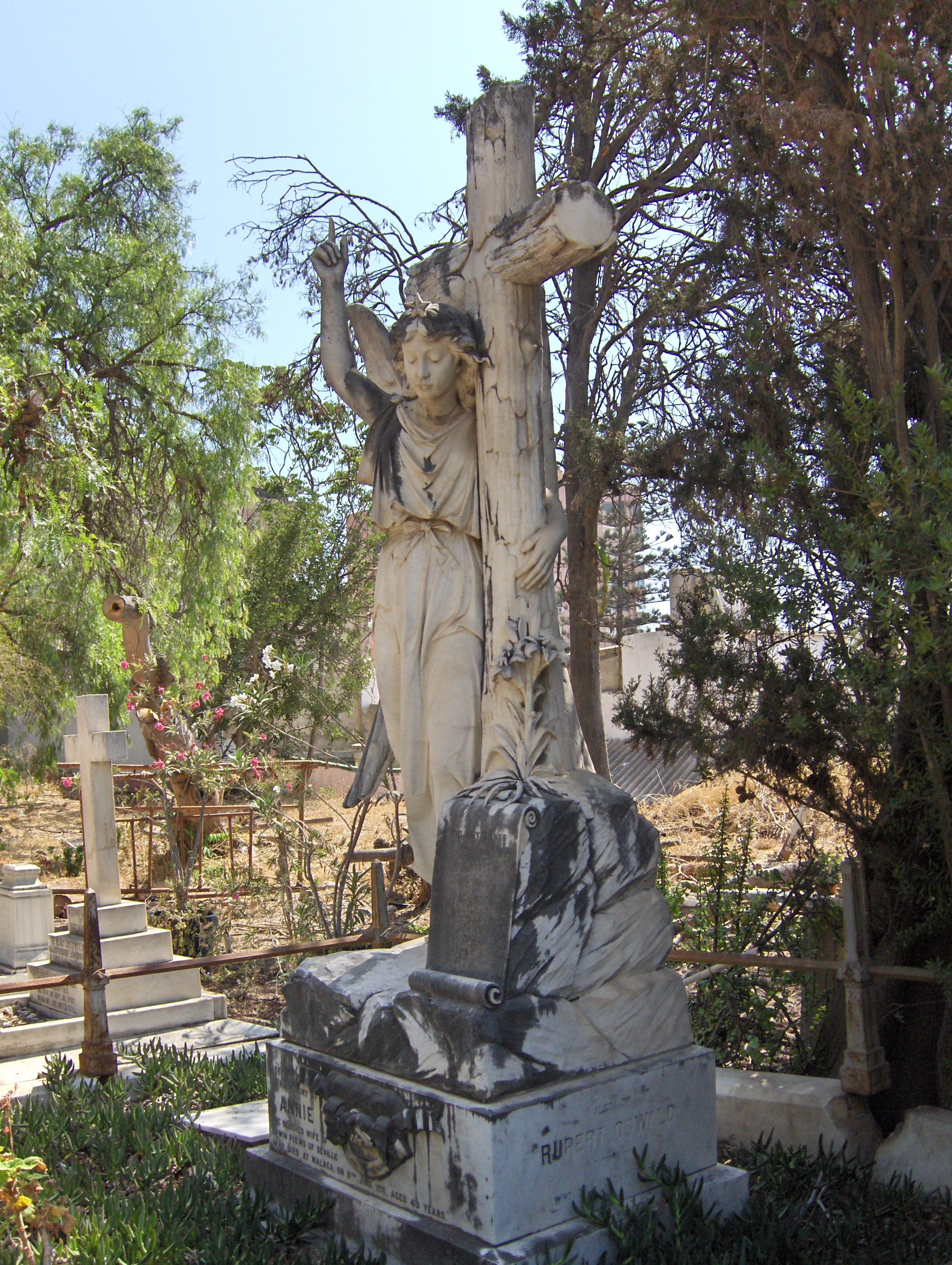
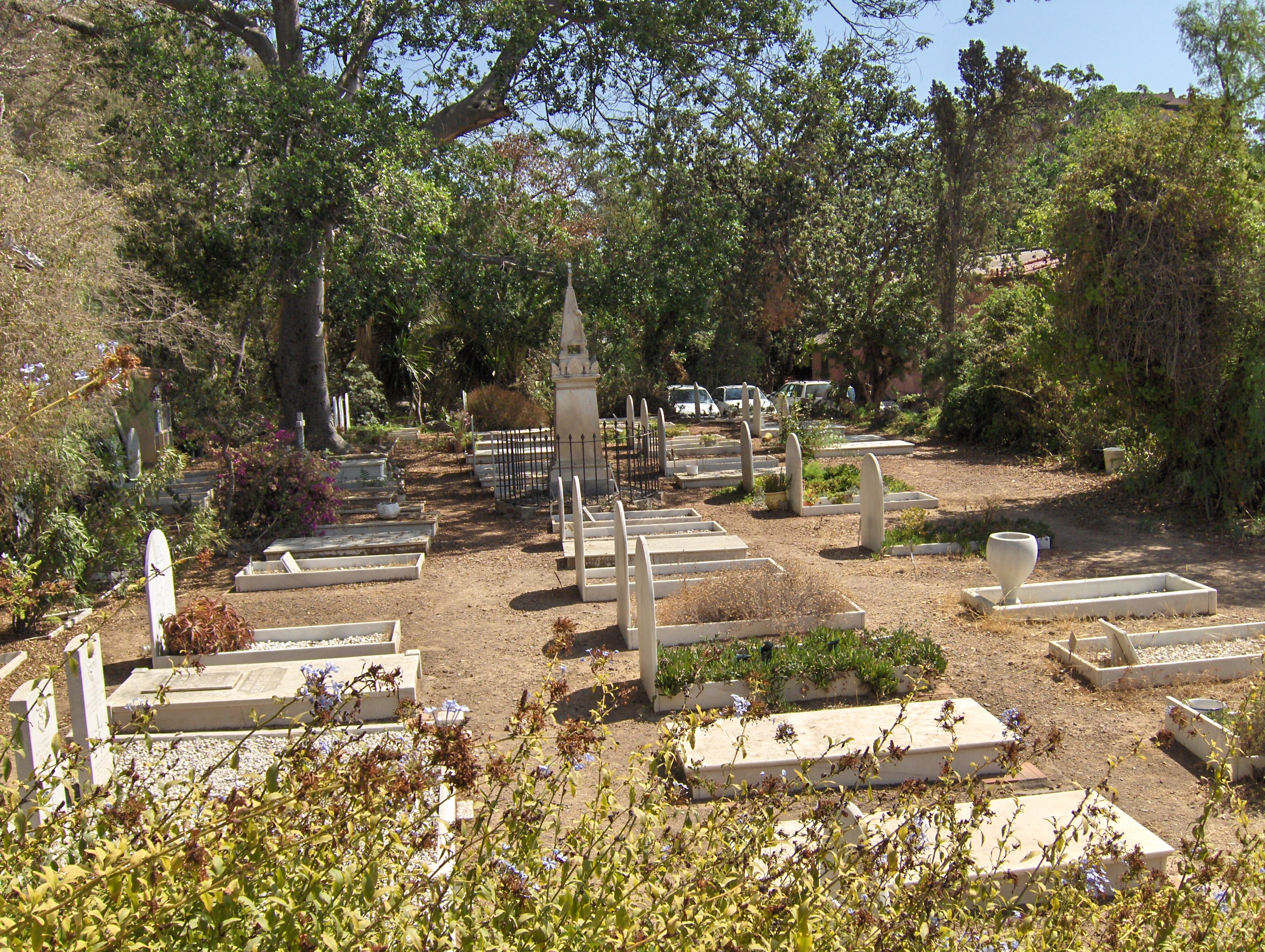